# اورشد (دهانه)

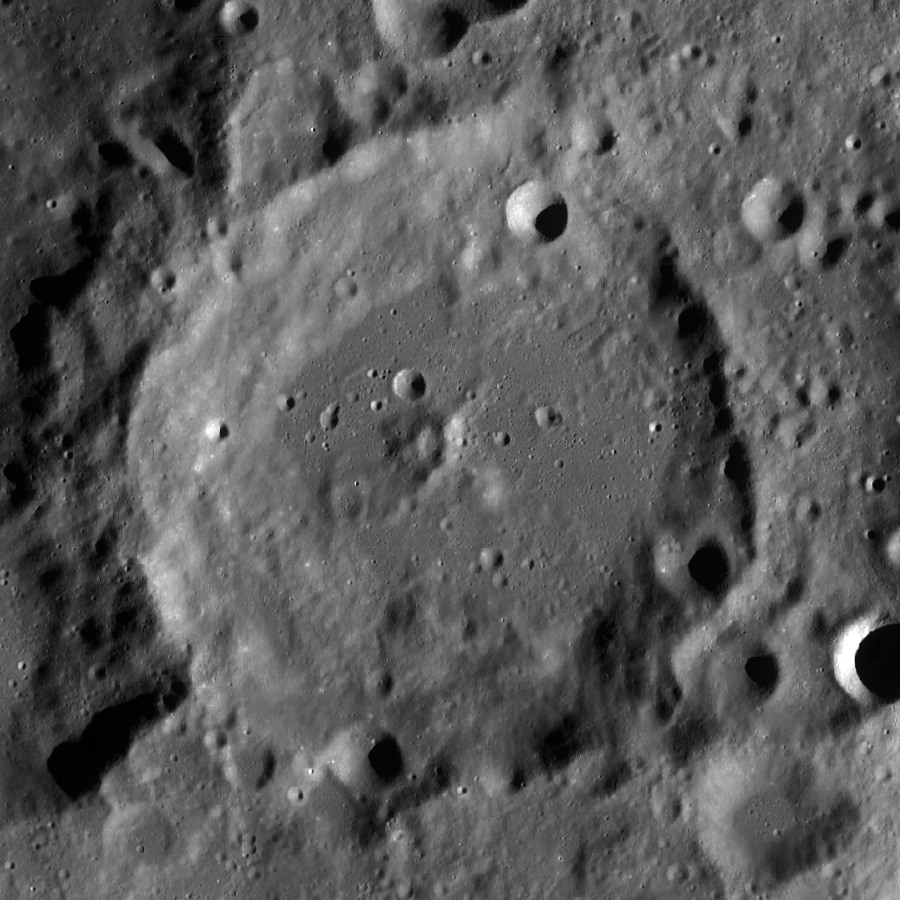
برای ایجاد دهانه برخوردی واقعی، این شی باید سفر بسیار سریعی – هزاران مایل در ساعت داشته باشد!

اورشد یک دهانه برخوردی در ماه‌ است.

## دهانه‌های اقماری
این دهانه ۵ دهانه اقماری دارد.
| Evershed | عرض جغرافیایی | طول جغرافیایی | قطر          |
| -------- | ------------- | ------------- | ------------ |
| S        | ۳۴.۹° N       | ۱۶۲.۶° W      | ۴۵.۰ کیلومتر |
| C        | ۳۸.۱° N       | ۱۵۶.۷° W      | ۴۸.۰ کیلومتر |
| R        | ۳۵.۱° N       | ۱۶۱.۲° W      | ۳۱.۰ کیلومتر |
| E        | ۳۵.۹° N       | ۱۵۸.۳° W      | ۷۳.۰ کیلومتر |
| D        | ۳۸.۸° N       | ۱۵۶.۰° W      | ۴۹.۰ کیلومتر |